# Mainstream Records
Mainstream Records was een Amerikaans platenlabel, dat voornamelijk jazz, rockmuziek en soundtracks uitbracht. Het label werd in 1964 opgericht door Bob Shad, die eerder onder meer Sittin' In With, EmArcy (bij platenmaatschappij Mercury Records) en Time Records was begonnen.
In het begin bracht Mainstream Records eerder uitgekomen (jazz)opnames van Commodore Records en Time Records opnieuw uit, naast nieuwe opnames. In 1967 bracht het de eerste plaat van Big Brother and the Holding Company (met zangeres Janis Joplin) uit, alsmede de eerste twee albums van The Amboy Dukes (met gitarist Ted Nugent). Mainstream bracht tot rond 1976 nieuw jazzmateriaal en soundtracks uit. Tevens was het de distributeur van Bob Thieles label Flying Dutchman Records. In 1978 stopte het label ermee. Na de dood van Shad in 1985 nam zijn dochter de catalogus in licentie om platen opnieuw uit te brengen. In 1991 werd het nieuw leven ingeblazen om Mainstream-platen op cd uit te brengen en in 1993 werd het gekocht door Legacy Records, een sublabel van Sony.